# Herbert Blöcker
Herbert Blöcker, född den 1 januari 1943 i Fiefharrie i Tyskland, död 15 februari 2014 i Elmshorn i Tyskland, var en västtysk och därefter tysk ryttare.
Han tog OS-brons i lagtävlingen i fälttävlan i samband med de olympiska ridsporttävlingarna 1992 i Barcelona.